# 3. březen
3. březen je 62. den roku podle gregoriánského kalendáře (63. v přestupném roce). Do konce roku zbývá 303 dní. Svátek má Kamil.

## Události

### Česko
- 1940 – S úspěchem proběhla zkušební jízda lanovky na Pustevny a následující den začal pravidelný provoz.
- 1948 – Generální tajemník Národní fronty Alexej Čepička jednal s arcibiskupem Josefem Beranem a žádal na něm, aby česká římskokatolická církev veřejně vyhlásila svůj kladný poměr ke komunistickému režimu.
- 1957 – V Praze byl vytvořen Československý svaz tělesné výchovy a sportu, který měl přispět k odstranění posledních sokolských tradic. Předsedou nové organizace se stal František Vodsloň.

### Svět
- 1284 – Rhuddlanským statutem krále Eduarda I. se knížectví Wales stalo součástí Anglie.
- 1845 – Florida se stala 27. státem USA.
- 1861 – Ruský car Alexandr II. vydal Rolnickou reformu a zrušil nevolnictví.
- 1875 – V Paříži měla premiéru Bizetova opera Carmen.
- 1878 – Uzavřen sanstefanský mír, který ukončil rusko-tureckou válku a byla vyhlášena nezávislost Bulharska.
- 1915 – Prezident USA Woodrow Wilson založil organizaci NACA (předchůdce NASA).
- 1918 – Německo, Rakousko a Rusko uzavřeli Brestlitevský mír.
- 1923 – Vyšlo první číslo amerického magazínu Time.
- 1924 – Byl sesazen Abdulmecid II. poslední chalífa, čímž definitivně zanikla Osmanská říše.
- 1931 – Kongres USA oficiálně schválil státní hymnu.
- 1938 – Bylo nalezeno první ložisko ropy v Saúdské Arábii.[1]
- 1939 – Mahátma Gándhí zahájil hladovku proti britské vládě v Indii.
- 1972 – K Jupiteru odstartovala sonda Pioneer 10.
- 1974 – Při havárii tureckého dopravního letadla McDonnell Douglas DC-10 na lince z Istanbulu do Londýna zahynulo u Paříže 346 lidí. Byl to do té doby největší počet obětí při letecké havárii.
- 1978 – Raketa Sojuz 28 s Vladimírem Remkem na palubě se spojila s výzkumnou stanicí Saljut 6. Posádka Sojuzu Gubarev a Remek přešli na palubu Saljutu.
- 1992 – Vyhlášena nezávislost Bosny a Hercegoviny.
- 1999 – Václav Havel pronesl projev ve francouzském senátu, kde mimo jiné navrhl vytvoření Spojených států evropských jakožto ekonomickou protiváhu USA.
- 2005 – Američan Steve Fossett jako první člověk obletěl svět bez mezipřistání a tankování paliva.
- 2017 – Do prodeje byla uvedena herní konzole Nintendo Switch.

## Narození
Automatický abecedně řazený seznam existujících biografií viz Kategorie:Narození 3. března

### Česko

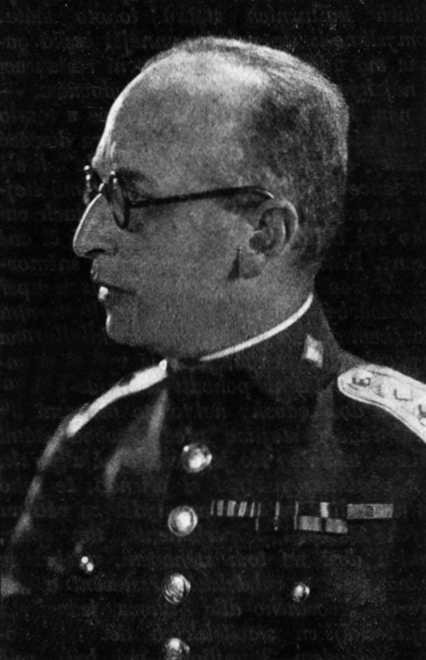
František Langer (* 1888)

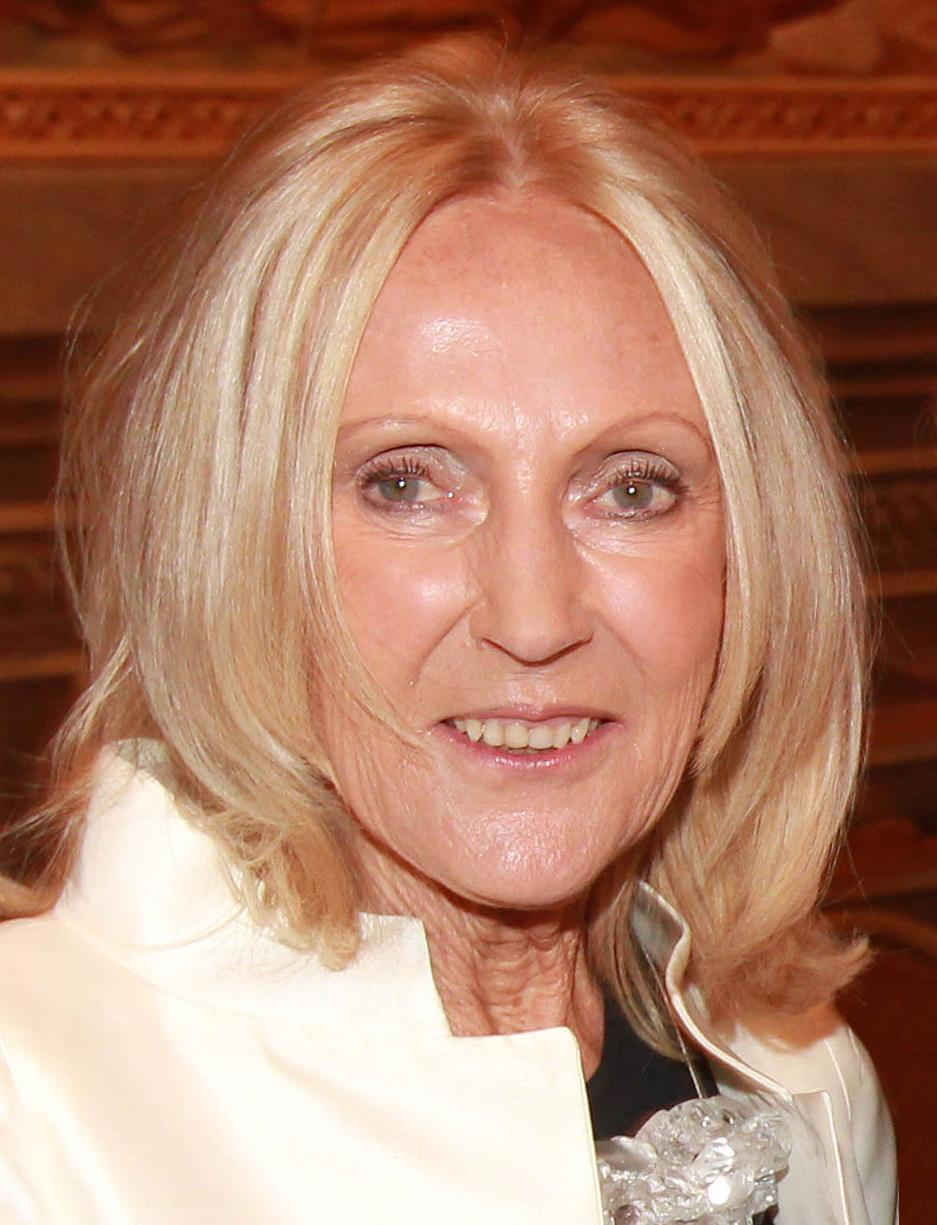
Eva Jiřičná (* 1939)

- 1799 – František Veverka, vynálezce v oboru zemědělské techniky († 12. února 1849)
- 1809 – Joseph John Ruston, britský konstruktér a podnikatel působící v Čechách († 2. března 1895)
- 1850 – Zdenko Hans Skraup, česko-rakouský chemik († 10. září 1910)
- 1852 – František Nábělek, pedagog, fyzik a astronom († 29. prosince 1915)
- 1855 – Karel Zdeněk Líman, architekt († 29. července 1929)
- 1869 – Josef Pastyřík, politik († 6. dubna 1954)
- 1870 – Jenö Lelley, československý politik maďarské národnosti († ?)
- 1871 – Jaroslav Feyfar, lékař a fotograf († 19. března 1935)
- 1872 – Jaroslav Panuška, malíř († 1. srpna 1958)
- 1873
  - Hugo Baar, malíř († 18. června 1912)
  - Arnošt Praus, varhaník a hudební skladatel († 12. listopadu 1907)
- 1882 – Pavel Ludikar, pěvec († 20. února 1970)
- 1883 – František Drtikol, fotograf, grafik a malíř († 13. ledna 1961)
- 1886 – Emil Hájek, klavírista a hudební pedagog († 17. března 1974)
- 1887 – Josef Velenovský, písecký malíř a fotograf († 27. května 1967)
- 1888 – František Langer, spisovatel a vojenský lékař († 2. srpna 1965)
- 1893 – František Loubal, spisovatel, historik a politický vězeň († 17. prosince 1950)
- 1894 – Otakar Sviták, československý důstojník, účastník protinacistického odboje († 26. srpna 1942)
- 1895 – Jan Zelenka-Hajský, starosta sokolské župy, bojovník proti nacismu († 17. června 1942)
- 1896 – Lev Šimák, malíř († 19. října 1989)
- 1903 – Stanislav Budín, levicový novinář a spisovatel († 12. srpna 1979)
- 1905 – František Pešta, amatérský astronom († 13. listopadu 1982)
- 1912 – Bohumil Vít Tajovský, opat Želivského kláštera († 11. prosince 1999)
- 1916 – Stanislav Zimprich, vojenský pilot a účastník bitvy o Británii († 12. dubna 1942)
- 1920 – Jaroslava Lukešová, akademická sochařka († 15. prosince 2007)
- 1926
  - Jiří Hanzálek, sochař a malíř († 2. března 2012)
  - Karel Texel, divadelní režisér, dramatik a básník († 2001)
- 1928 – Ladislav Pachta, matematik († 6. ledna 2015)
- 1939 – Eva Jiřičná, architektka
- 1941
  - Vlado Milunić, český architekt chorvatského původu († 17. září 2022)
  - Ferdinand Peroutka, jr., novinář a publicista
- 1944
  - Oldřich Hamera, grafik, malíř, ilustrátor
  - Aleš Opatrný, kněz, teolog a autor duchovní literatury
- 1945 – Vladimír Železný, žurnalista, podnikatel a politik
- 1947
  - Jiří Hodač, generální ředitel České televize
  - Vojtěch Sedláček, podnikatel a filantrop
- 1949 – Jiří Kozel, blues-rockový a hard rockový baskytarista
- 1969 – Tomáš Vandas, politik, předseda Dělnické strany.
- 1981 – Ondřej Herzán, fotbalista
- 1993 – Josef Dostál, rychlostní kanoista

### Svět
- 1513 – Tahmásp I. († 1576)

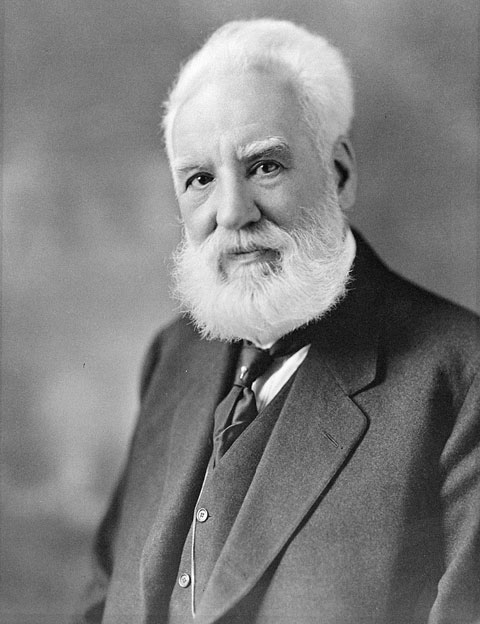
Alexander Graham Bell (* 1847)

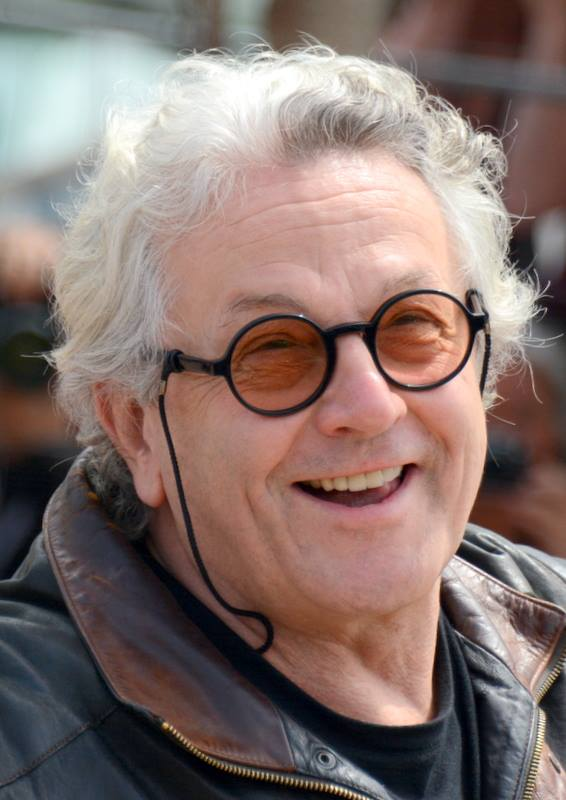
George Miller (* 1945)

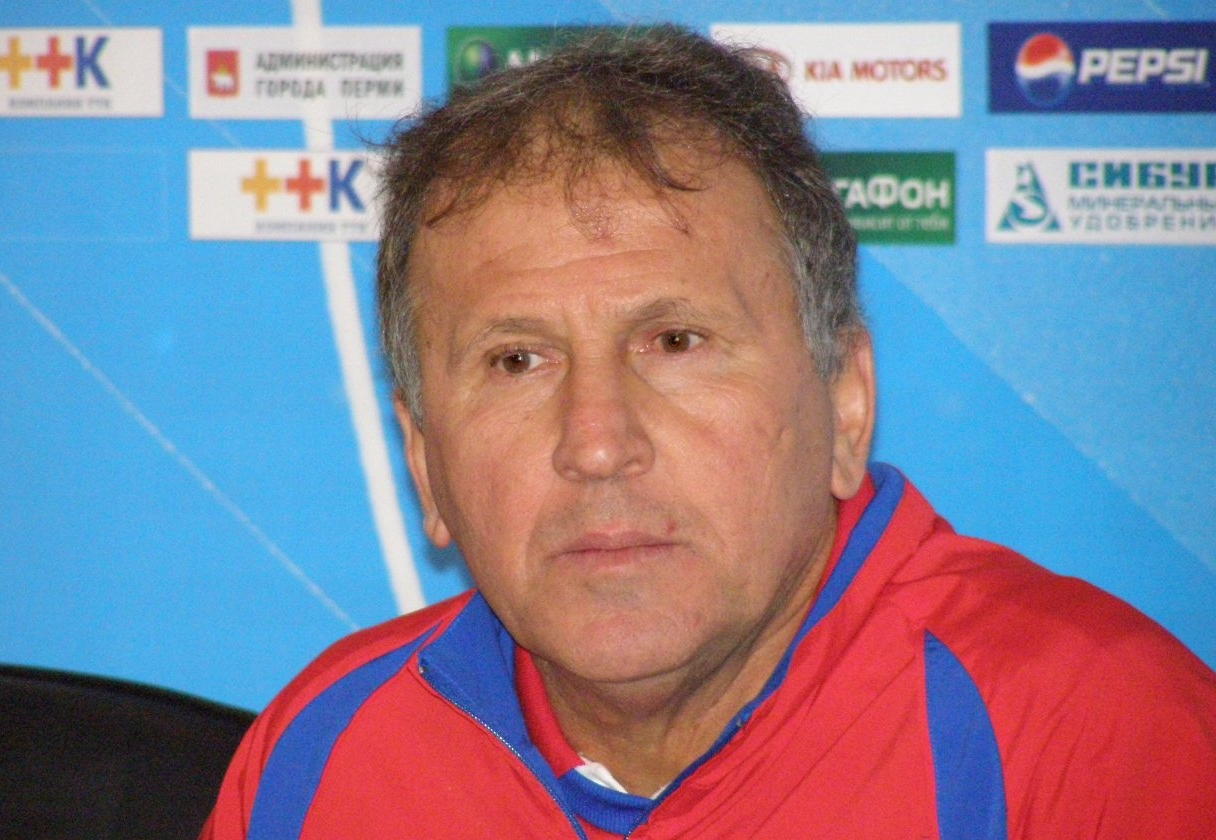
Zico (* 1953)

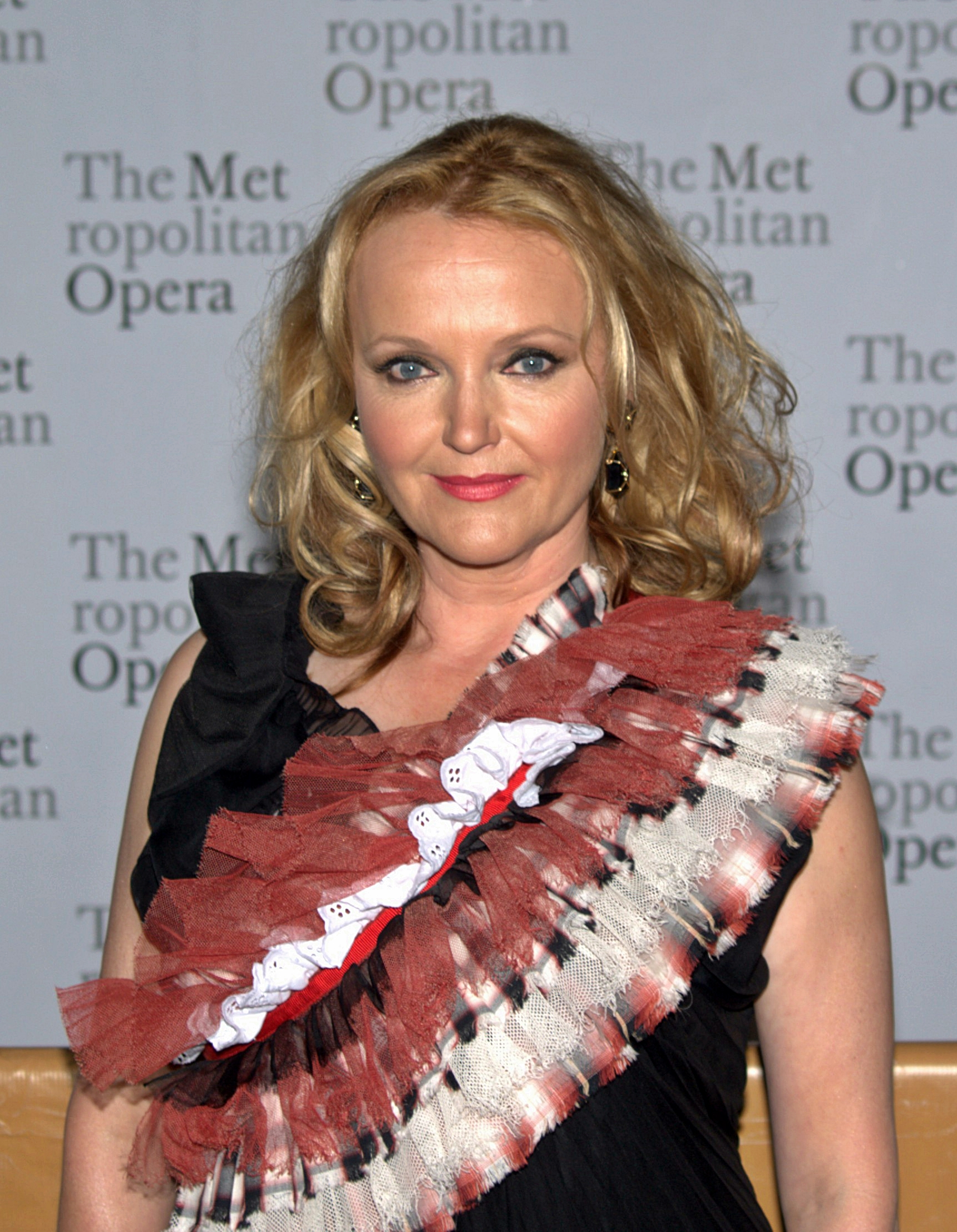
Miranda Richardson (* 1958)

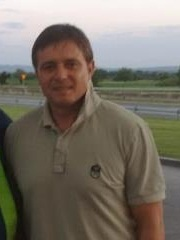
Dragan Stojković (* 1965)

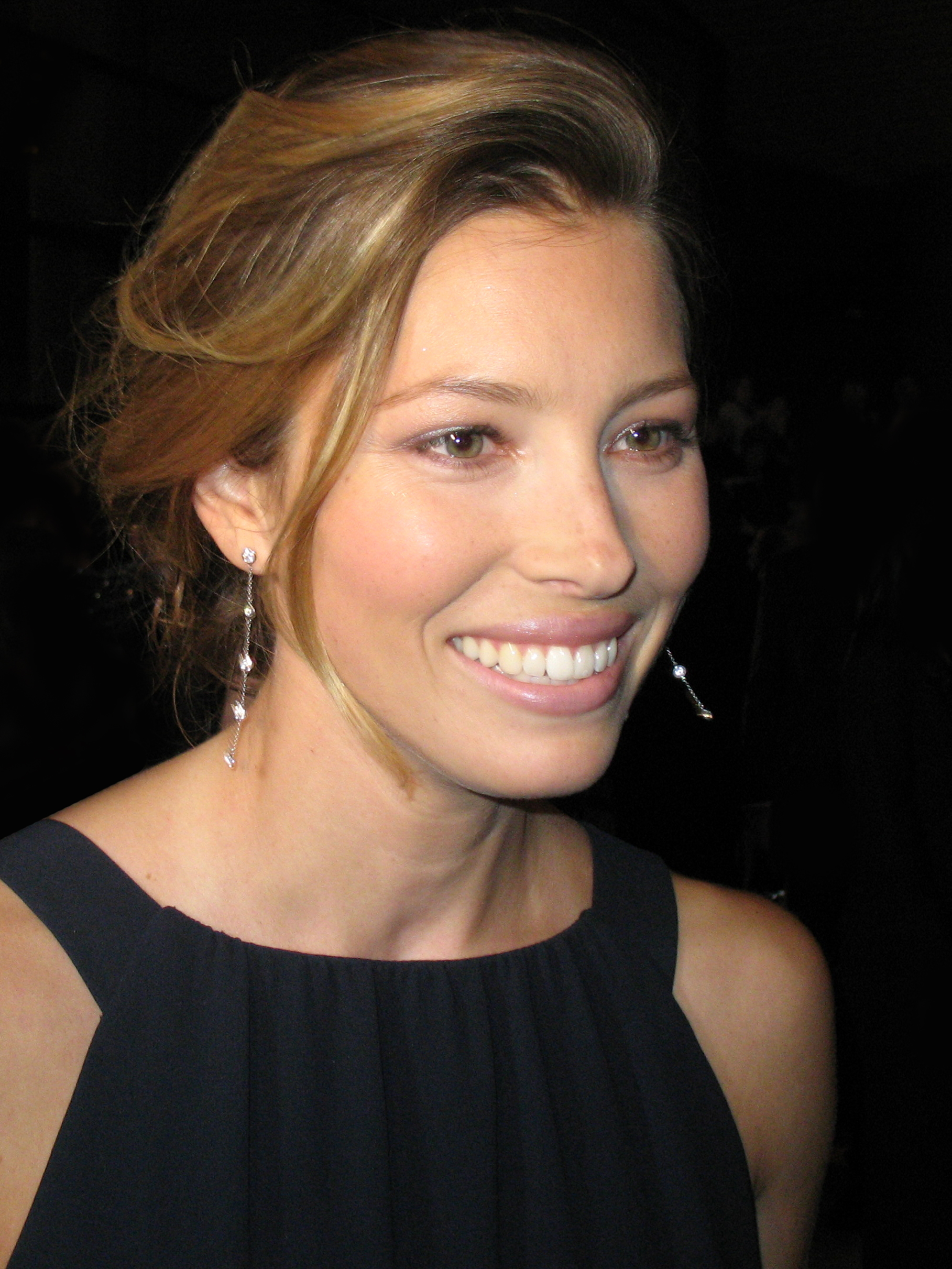
Jessica Bielová (* 1982)

- 1577 – Nicolas Trigault, francouzský jezuitský misionář v Číně († 14. listopadu 1628)
- 1719 – Jan Lukáš Kracker, rakouský freskař a malíř († 30. listopadu 1779)
- 1756 – William Godwin, anglický novinář, spisovatel a filosof († 7. dubna 1836)
- 1766 – Matthew Quintal, anglický námořník a vzbouřenec († 1799)
- 1793 – Charles Sealsfield, rakouský a americký spisovatel († 26. května 1864)
- 1805 – Jonas Furrer, první prezident švýcarské konfederace († 25. července 1861)
- 1816 – Jan Arnošt Smoler, lužickosrbský spisovatel († 13. června 1884)
- 1819 – Gustave de Molinari, belgický ekonom († 28. ledna 1912)
- 1823 – Gyula Andrássy, první ministerský předseda Uherského království († 18. února 1890)
- 1843 – William Chandler Roberts-Austen, britský metalurg († 22. listopadu 1902)
- 1845 – Georg Cantor, ruský matematik († 6. ledna 1918)
- 1847 – Alexander Graham Bell,vynálezce telefonu († 2. srpna 1922)
- 1863 – Arthur Machen, velšský spisovatel a okultista († 15. února 1947)
- 1864 – Wilhelm Karl von Urach, německý šlechtic († 24. března 1928)
- 1868 – Émile Chartier, francouzský filosof († 2. června 1951)
- 1869 – Mezidimestan Kadınefendi, manželka osmanského sultána Abdulhamida II. († 21. ledna 1909)
- 1871 – Maurice Garin, italský cyklista († 19. února 1957)
- 1880 – Lev Vladimirovič Ščerba, ruský a sovětský jazykovědec († 26. prosince 1944)
- 1882
  - Elisabeth Abeggová, učitelka a členka německého protinacistického odboje († 8. srpna 1974)
  - Fritz Burger-Mühlfeld, německý malíř († 17. května 1969)
- 1887 – Lincoln Beachey, americký průkopník letectví a performer († 14. března 1915)
- 1888
  - Kazimierz Fabrycy, polský generál za druhé světové války († 18. července 1958)
  - Natalena Koroleva, ukrajinská spisovatelka, překladatelka, lexikografka, archeoložka, baletka († 1. července 1966)
- 1890 – Gerardus van der Leeuw, nizozemský protestantský farář, religionista a egyptolog († 18. listopadu 1950)
- 1891
  - Damaskinos Papandreou, pravoslavný biskup, premiér Řecka († 20. května 1949)
  - Fritz Rumey, německý stíhací pilot v první světové válce († 27. září 1918)
  - Federico Moreno Torroba, španělský hudební skladatel († 12. září 1982)
- 1895
  - Ernie Collett, kanadský hokejový brankář († 21. prosince 1951)
  - Ragnar Frisch, norský ekonom, Nobelova cena 1969 († 31. ledna 1973)
- 1898
  - Emil Artin, rakouský matematik († 20. prosince 1962)
  - Aenne Biermann, německá fotografka († 14. ledna 1933)
- 1901 – Kornel Filo, slovenský poválečný politik († 29. ledna 1980)
- 1906 – Artur Lundkvist, švédský spisovatel († 11. prosince 1991)
- 1911 – Ekrem Akurgal, turecký archeolog († 1. listopadu 2002)
- 1913 – Roger Caillois, francouzský spisovatel a sociolog († 21. prosince 1978)
- 1914 – Asger Jorn, dánský malíř a sochař († 1. května 1973)
- 1915 – Piet de Jong, premiér Nizozemska ( † 27. července 2016)
- 1916 – Paul Halmos, americký matematik († 2. října 2006)
- 1918 – Arnold Newman, americký portrétní fotograf († 6. června 2006)
- 1920
  - James Doohan, kanadský herec († 20. července 2005)
  - Traudl Junge, sekretářka Adolfa Hitlera († 10. února 2002)
- 1922 – Nándor Hidegkuti, maďarský fotbalista († 14. února 2002)
- 1923 – Doc Watson, americký zpěvák a kytarista († 29. května 2012)
- 1924
  - Lys Assia, švýcarská zpěvačka († 24. března 2018)
  - Tomiiči Murajama, premiér Japonska
- 1928 – Pierre Michelot, francouzský jazzový kontrabasista († 3. července 2005)
- 1929 – Mordechaj Elijahu, sefardský vrchní rabín Izraele († 7. června 2010)
- 1930
  - Bob Hammer, americký klavírista († 26. prosince 2021)
  - Ion Iliescu, rumunský prezident
- 1931 – Anatolij Ďatlov, ruský fyzik
- 1934
  - Jacek Kuroń, polský politik, historik a disident († 17. června 2004)
  - Jimmy Garrison, americký kontrabasista († 1976)
  - Kraft Schepke, německý veslař, olympijský vítěz
- 1935 – Michael Walzer, americký politický filosof
- 1942 – Vladimir Kovaljonok, sovětský kosmonaut
- 1943
  - Carole Seymour-Jones, velšská spisovatelka († 23. května 2015)
  - Aeronwy Thomas, britská překladatelka († 27. července 2009)
- 1945 – George Miller, australský režisér
- 1946
  - Manfred Flügge, německý spisovatel († 30. března 2025)
  - Dek Messecar, britský baskytarista
- 1947 – Jennifer Warnes, americká country-popová zpěvačka a písničkářka
- 1948 – Snowy White, britský rockový hudebník
- 1949
  - Bonnie Dunbarová, americká astronautka
  - James Voss, americký astronaut
- 1950 – Tim Kazurinsky, americký herec, scenárista a bavič
- 1951 – Lindsay Cooper, britská hráčka na hoboj a fagot († 18. září 2013)
- 1953
  - Robyn Hitchcock, britský písničkář
  - Josef Winkler, rakouský spisovatel
  - Zico, brazilský fotbalista a trenér
- 1957 – Greg Kot, americký novinář a spisovatel
- 1958 – Miranda Richardson, britská herečka
- 1963 – Vladimír Plulík, slovenský horolezec († 2008)
- 1965 – Dragan Stojković, srbský fotbalista
- 1970 – Marián Bochnovič, slovenský fotbalista
- 1975 – Richard Pavlikovský, slovenský lední hokejista
- 1979 – Andrew Triggs Hodge, britský veslař, olympijský vítěz a mistr světa
- 1981 – Tobias Forge, švédský zpěvák, frontman skupiny Ghost
- 1982 – Jessica Bielová, americká herečka
- 1986 – Edwin Soi, keňský atlet
- 1993 – Antoino Rüdiger, německý fotbalista
- 1997 – Camila Cabello, americká zpěvačka

## Úmrtí
Automatický abecedně řazený seznam existujících biografií viz Kategorie:Úmrtí 3. března

### Česko

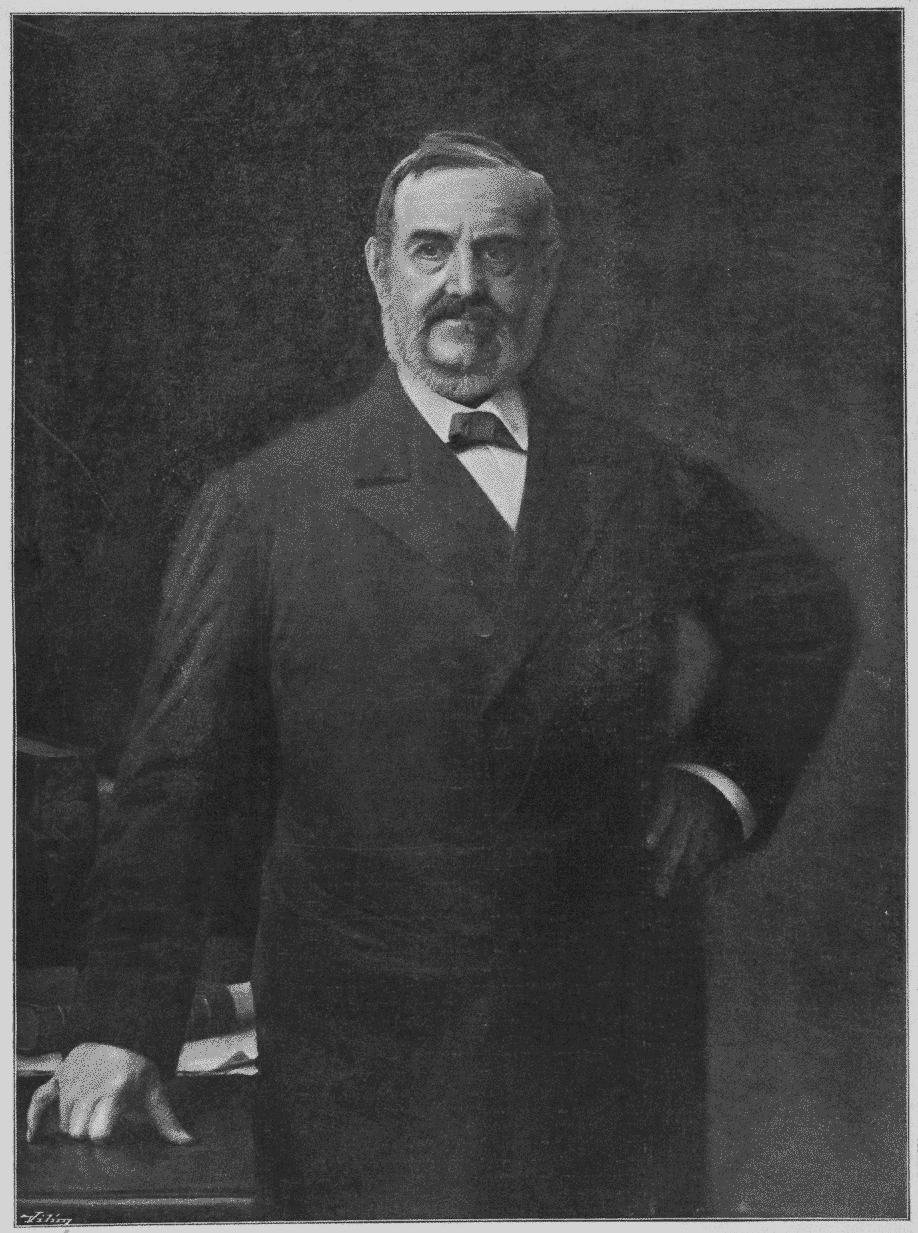
František Ladislav Rieger († 1903)

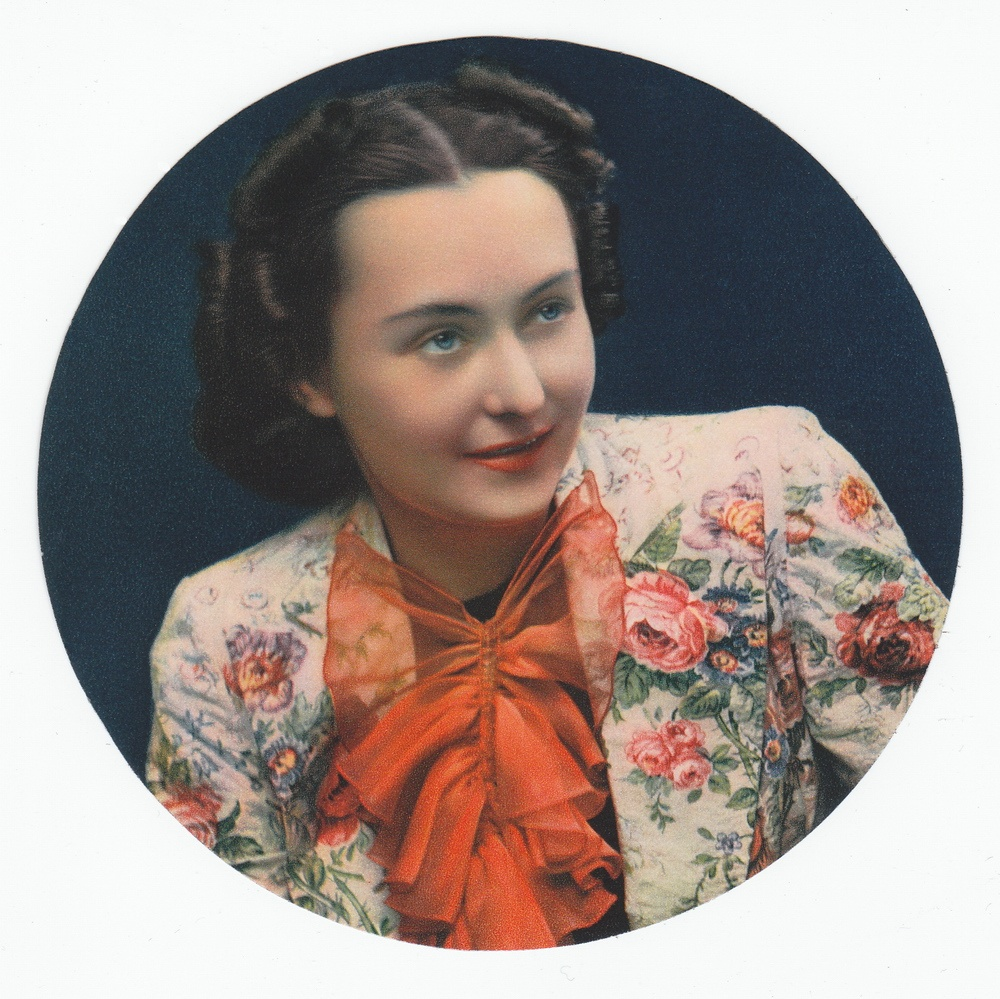
Hana Vítová († 1987)

- 1682 – Humprecht Jan Černín, šlechtic a diplomat (* 14. února 1628)
- 1774 – Steydl z Greifenwehru, kněz a spisovatel (* únor 1692)
- 1789 – František Antonín Šebesta, barokní malíř (* 1724)
- 1882 – Wilhelm Woratschka, poslanec Českého zemského sněmu (* ? 1838)
- 1897 – Karel Vosyka, rektor ČVUT (* 19. února 1847)
- 1903 – František Ladislav Rieger, politik, staročech (* 10. prosince 1818)
- 1919 – Karel Bautzký, hudební skladatel (* 10. května 1862)
- 1925 – František Zenker, ministr zemědělství Předlitavska (* 1856)
- 1929 – Jan Alois Kubíček, kněz, církevní historik (* 25. prosince 1857)
- 1932 – František Hnídek, politik (* 18. listopadu 1876)
- 1943 – Jan Žižka, odbojář, umučen v Pankrácké věznici (* 16. května 1907)
- 1948 – Antonín Beňa, učitel, violista a zpěvák (* 30. května 1877)
- 1957 – Antonín Zelnitius, učitel a amatérský archeolog (* 12. dubna 1876)
- 1958 – Ján Botto, československý politik slovenské národnosti (* 12. července 1876)
- 1960 – Antonín Rýdl, herec a divadelní režisér (* 10. ledna 1885)
- 1961 – Eduard Fiker, spisovatel (* 21. listopadu 1902)
- 1966 – Gustav Brauner, malíř (* 10. září 1880)
- 1967 – Josef Resl, plzeňský arcibiskupský vikář (* 18. října 1885)
- 1969 – František Hofman, malíř (* 1. září 1891)
- 1974 – Miloslav Holý, malíř (* 4. října 1897)
- 1977 – Otto Matoušek, malíř a legionář (* 3. prosince 1890)
- 1978 – Vlastimil Hajšman, hokejista (* 26. února 1928)
- 1982 – Eduard Winter, český duchovní a historik německého původu (* 16. září 1896)
- 1983
  - Jiří Švengsbír, rytec, grafik a ilustrátor (* 9. dubna 1921)
  - Josef Trtílek, chemik, vysokoškolský pedagog a děkan Pedagogické fakulty MU (* 27. března 1908)
  - Josef Kolář, spisovatel a novinář (* 21. dubna 1905)
- 1987
  - Hana Vítová, herečka a zpěvačka (* 24. ledna 1914)
  - Lubor Těhník, keramik, pedagog a designér (* 12. prosince 1926)
- 1988 – Libor Fára, sochař a malíř (* 12. září 1925)
- 1990 – Jindřich Mahelka, malíř (* 15. července 1919)
- 1994 – Karel Kryl, písničkář, básník a grafik (* 12. dubna 1944)
- 2003 – Václav Bahník, překladatel (* 13. dubna 1918)
- 2008 – František Stibitz, basketbalista a volejbalista (* 15. dubna 1917)
- 2009 – Jan Vladislav, básník a překladatel (* 15. ledna 1923)
- 2012 – Zora Božinová, divadelní a filmová herečka (* 29. ledna 1926)
- 2021 – Helena Kružíková, herečka (* 17. listopadu 1928)

### Svět

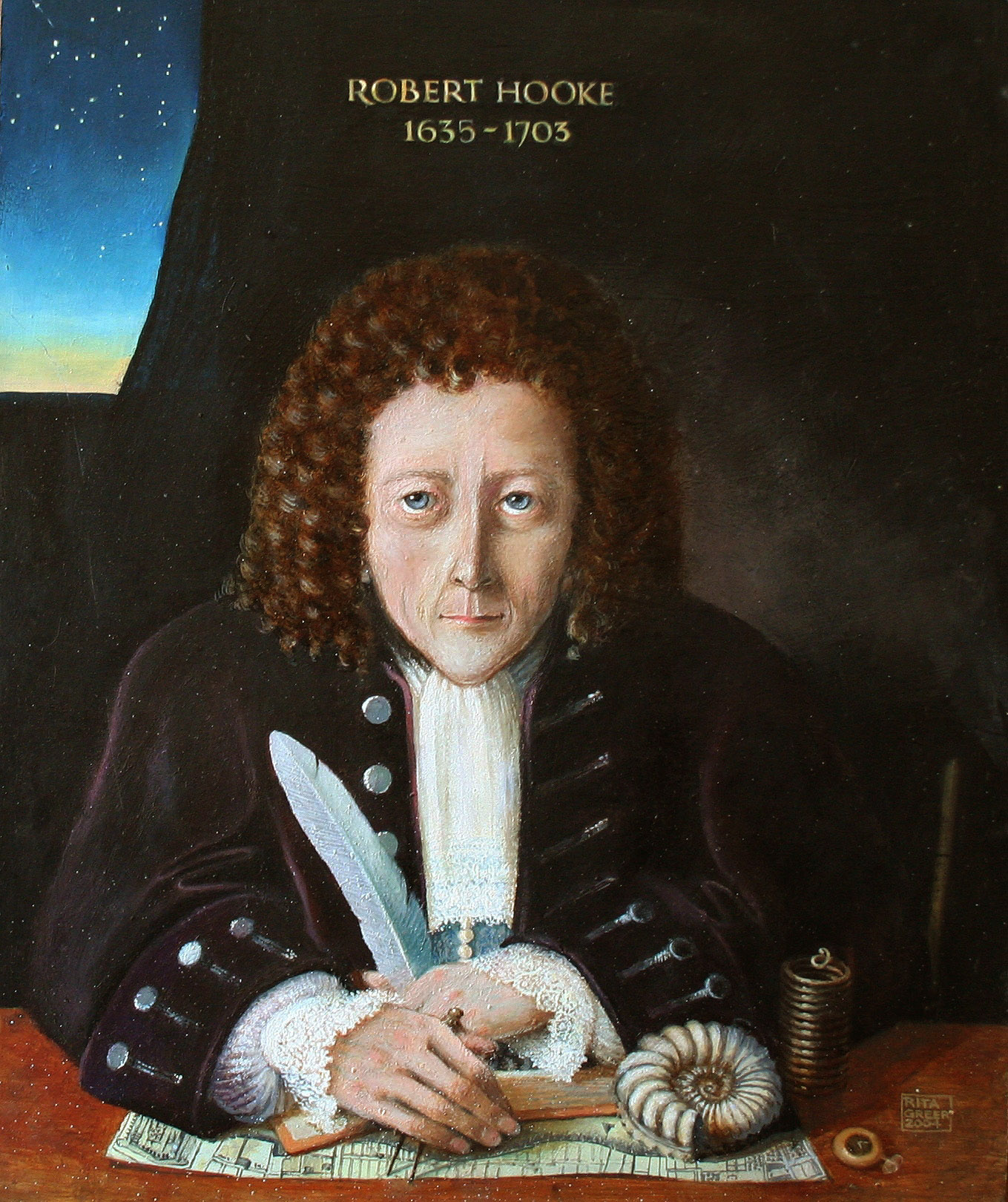
Robert Hooke († 1703)

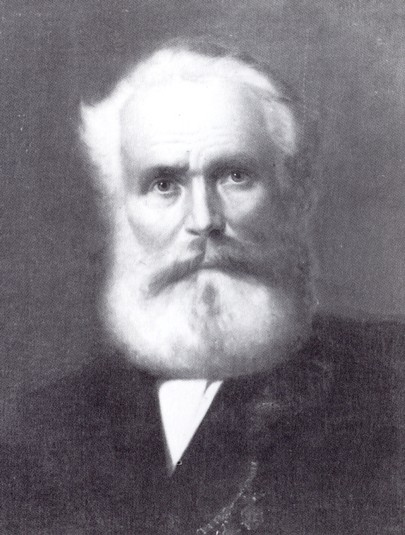
Michael Thonet († 1871)

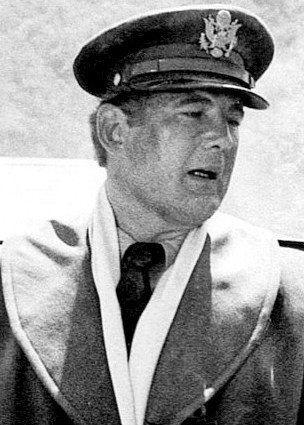
David Ogden Stiers († 2018)

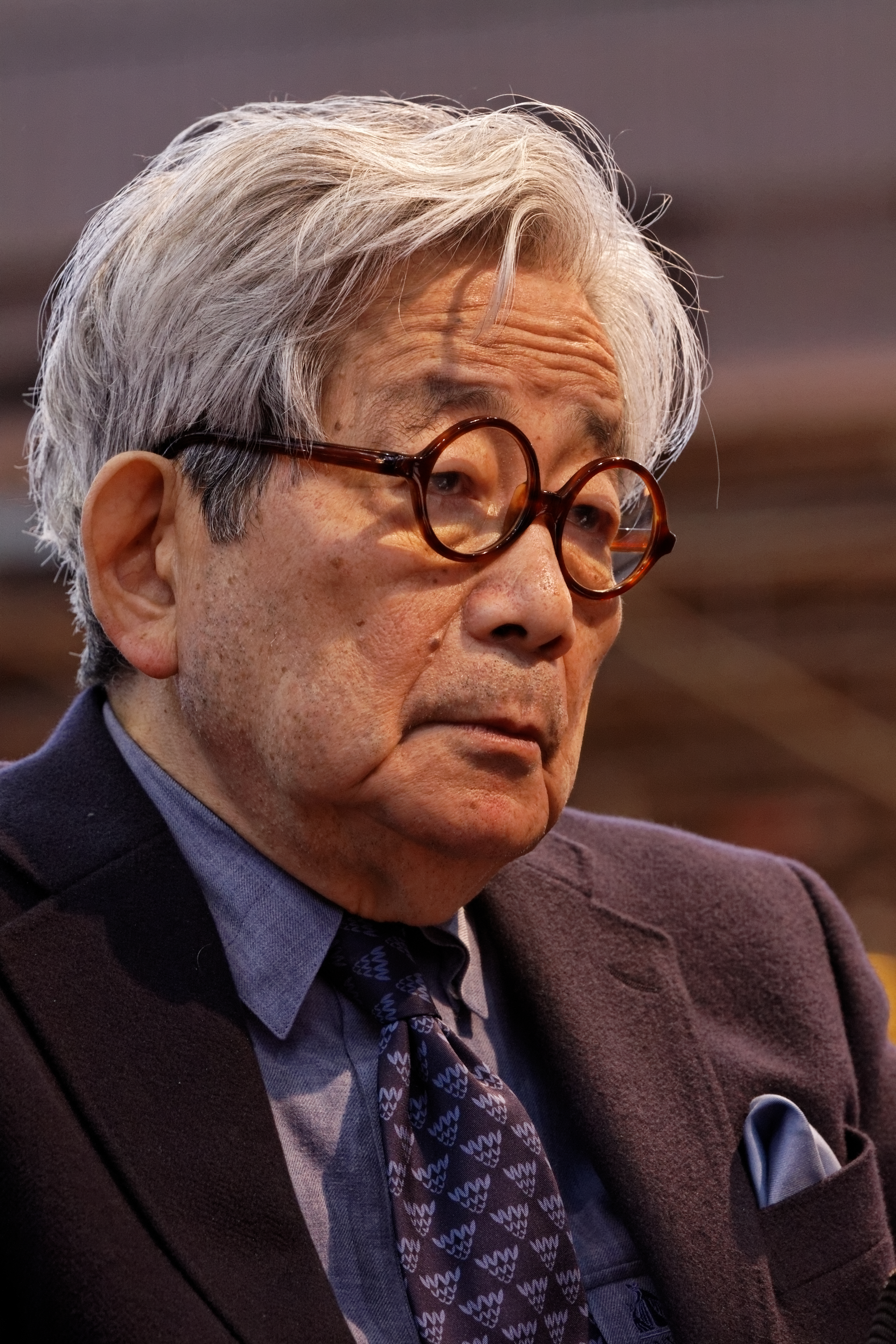
Kenzaburó Óe († 2023)

- 1421 – Jan Kropidlo, opolský kníže, biskup poznaňský (* 1360)
- 1578 – Sebastiano Venier, vojevůdce a dóže benátský (* okolo 1496)
- 1589 – Johannes Sturm, německý učenec a pedagog (* 1. října 1507)
- 1605 – Klement VIII., papež (* 1536)
- 1692 – Eleonora Kateřina Falcká, švédská princezna (* 17. května 1626)
- 1703 – Robert Hooke, anglický fyzik a vynálezce (18. července 1635)
- 1707 – Aurangzéb, šestý mughalský císař (* 3. listopadu 1618)
- 1718 – Jean d'Estrées, francouzský kněz a politik (* 1666)
- 1768 – Nicola Porpora, italský hudební skladatel (* 17. srpna 1686)
- 1792 – Robert Adam, britský architekt (* 3. července 1728)
- 1797 – Yves-Joseph Kerguélen-Trémarec, bretaňský mořeplavec a francouzský námořní důstojník (* 13. února 1734)
- 1804 – Giandomenico Tiepolo, italský rokokový malíř a grafik (* 30. srpna 1727)
- 1808 – Johan Christian Fabricius, dánský entomolog a ekonom (* 7. ledna 1745)
- 1846 – François de Beauharnais, francouzský šlechtic a politik (* 12. srpna 1756)
- 1849 – James Justinian Morier, britský diplomat a spisovatel (* 1780)
- 1853 – Joseph Gabet, francouzský misionář (* 4. prosince 1808)
- 1871 – Michael Thonet, německý výrobce nábytku (* 2. července 1796)
- 1879 – William Kingdon Clifford, anglický matematik a filozof (* 4. května 1845)
- 1881
  - Mikuláš Štefan Ferienčík, slovenský úředník, novinář a spisovatel (* 1. srpna 1825)
  - Rudolf Brestel, ministr financí Předlitavska (* 16. května 1816)
- 1886 – Alfred Assollant, francouzský spisovatel (* 20. března 1827)
- 1894 – Albert Sands Southworth, americký fotograf (* 12. března 1811)
- 1907 – Auguste Maure, francouzský fotograf (* 4. prosince 1840)
- 1927 – Michail Petrovič Arcybašev, ruský naturalistický spisovatel (* 6. listopadu 1878)
- 1932
  - Eugen d'Albert, německý klavírista a hudební skladatel (* 10. května 1864)
  - Alfieri Maserati, italský automobilový závodník a konstruktér (* 23. září 1887)
- 1936 – Reftarıdil Kadınefendi, druhá manželka osmanského sultána Murada V. (* 5. června 1838)
- 1942 – Ernst Bernheim, německý historik (* 19. února 1850)
- 1950 – Ulrich Graf, německý nacistický politik (* 6. července 1878)
- 1958 – Ivan Krasko, slovenský spisovatel (* 12. června 1876)
- 1961 – Paul Wittgenstein, rakouský jednoruký pianista (* 1887)
- 1974 – Carl Jacob Burckhardt, švýcarský esejista, diplomat a historik (* 10. září 1891)
- 1979 – Hans Christoph Drexel, německý malíř a grafik (* 2. dubna 1886)
- 1981 – William S. Burroughs Jr., americký spisovatel (* 21. července 1947)
- 1982 – Georges Perec, francouzský spisovatel (* 7. března 1936)
- 1983 – Hergé, belgický kreslíř (* 22. května 1907)
- 1993 – Albert Sabin, americký imunolog, vynálezce vakcíny proti obrně (* 26. srpna 1906)
- 1996
  - Marguerite Duras, francouzská spisovatelka, dramatička a režisérka (* 4. dubna 1914)
  - Léo Malet, francouzský spisovatel (* 7. března 1909)
- 1997 – Lola Beer Ebner, izraelská módní návrhářka (* 6. srpna 1910)
- 1999 – Jackson C. Frank, americký folkový zpěvák (* 2. března 1943)
- 2002 – Harlan Howard, americký textař country (* 8. září 1927)
- 2003 – Horst Buchholz, německý herec (* 4. prosince 1933)
- 2005 – Alžběta Marie Bavorská, hraběnka z Kagenecku (* 10. října 1913)
- 2008 – Norman Smith, britský hudebník (* 22. února 1923)
- 2011 – Friedhelm Kemp, německý spisovatel a překladatel (* 11. prosince 1914)
- 2012
  - William Pogue, americký astronaut (* 23. ledna 1930)
  - Ronnie Montrose americký kytarista (* 29. listopadu 1947)
  - Ralph McQuarrie, americký konceptuální designér a ilustrátor, tvůrce filmových efektů (* 13. června 1929)
- 2018
  - David Ogden Stiers, americký herec (* 31. října 1942)
  - Roger Bannister, anglický atlet (* 23. března 1929
- 2019 – Paulína Snopková, slovenská paleontoložka (* 22. června 1932)
- 2023
  - Kenzaburó Óe, japonský spisovatel, nositel Nobelovy ceny za literaturu (* 31. ledna 1935)
  - Argentina Menisová, rumunská atletka, vicemistryně světa v hodu diskem (* 19. července 1948)
  - Tom Sizemore, americký herec (* 29. listopadu 2023)

## Svátky

### Česko
- Kamil
- Kunhuta
- Vladivoj
- Marinus

### Svět
- OSN – Světový den divoké přírody
- Bulharsko: Osvobození z Otomanské říše
- Japonsko: Hinamacuri
- Malawi: Den mučedníků

### Liturgický kalendář
- Sv. Kunhuta
- opat Guénolé
- opat Aelred

## Pranostiky

### Česko
- Mrzne-li o Kunhutě, mrzne ještě čtyřicet dní.